# 밸푸어 선언 (1926년)
1926년의 밸푸어 선언(Balfour Declaration of 1926)은 아서 밸푸어가 선언한 것으로, 대영 제국의 자치령이 완전한 자치국임을 선언하는 내용의 권고가 담겨있다.
이 밸푸어 선언의 권고에 따라 자치령은 외교권을 갖게 되었다. 